# Privacidad

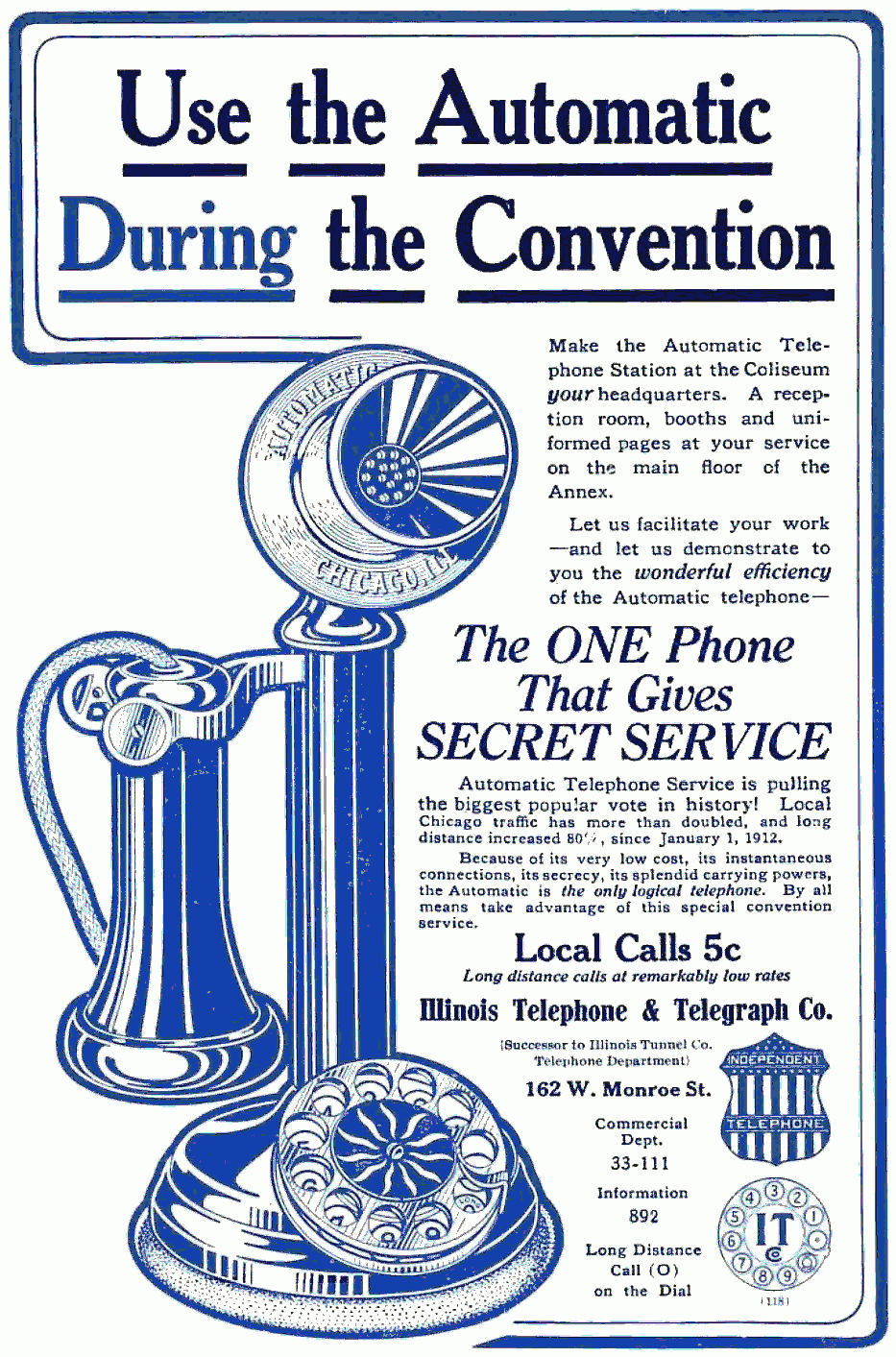
Anuncio del servicio telefónico disponible para los delegados a la convención republicana de 1912 en Chicago. Un importante punto de venta del servicio telefónico de marcación era que era "secreto", ya que no se requería ningún operador para conectar la llamada.

La privacidad puede ser definida como el ámbito de la vida personal de un individuo, quien se desarrolla en un espacio reservado, el cual tiene como propósito principal mantenerse confidencial. También se aplica a la cualidad de privado. 
Privacidad según la Real Academia de la Lengua es el "ámbito de la vida privada que se tiene derecho a proteger de cualquier intromisión".La palabra "privacidad" se deriva de las palabras  latín  "privatus" y "privo," las cuales se relacionan con los conceptos de privación o ser despojado de algo.
En el derecho anglosajón solo existe el desarrollo del derecho a la privacidad. En el derecho continental se distingue la privacidad de la intimidad. Según el Diccionario de la lengua española de la Real Academia Española, «privacidad» se define como:

ámbito de la vida privada que se tiene derecho a proteger de cualquier intromisión

La intimidad es algo más nuclear y se protege con mayor fuerza. Las compañías y personas jurídicas tienen derecho a la privacidad, pero no a la intimidad. Hay una gradación en la protección de ambas, según la teoría del cono de los secretos. Dentro de los diversos tipos de secreto(s), la intimidad y la privacidad son los que mayor protección merecen.
El desarrollo de la sociedad de la información y la expansión de la informática y de las telecomunicaciones plantea nuevas amenazas para la privacidad que han de ser afrontadas desde diversos puntos de vista: social, cultural, legal, tecnológico, etc. La privacidad consiste en un entendimiento colectivo sobre las barreras y limitaciones de una situación dada y el conocer el modo en el que operar dentro de ellas.

## Derecho legal a la intimidad
La mayoría de los países reconocen a los ciudadanos el derecho a la intimidad en sus constituciones. Ejemplos representativos de ello son la Constitución de Brasil, que dice que "la intimidad, la vida privada, el honor y la imagen de las personas son inviolables"; la Constitución de Sudáfrica, que dice que "toda persona tiene derecho a la intimidad"; y la Constitución de la República de Corea, que dice que "no se vulnerará la intimidad de ningún ciudadano". La Constitución italiana también define el derecho a la intimidad. En la mayoría de los países cuyas constituciones no describen explícitamente el derecho a la intimidad, las decisiones judiciales han interpretado que sus constituciones pretenden otorgar derechos a la intimidad.
Muchos países cuentan con amplias leyes sobre privacidad al margen de sus constituciones, como la Ley de Privacidad de 1988 de Australia, la Ley de Protección de Datos Personales de 2000 de Argentina, la Ley de Protección de Datos Personales y Documentos Electrónicos de 2000 de Canadá y la Ley de Protección de Datos Personales de 2003 de Japón.
Más allá de las leyes nacionales sobre privacidad, existen acuerdos internacionales al respecto. La Declaración Universal de los Derechos Humanos de Naciones Unidas establece que "nadie será objeto de injerencias arbitrarias en su vida privada, su familia, su domicilio o su correspondencia, ni de ataques a su honra o a su reputación". La Organización para la Cooperación y el Desarrollo Económico publicó sus Directrices sobre Privacidad en 1980. La Directiva de Protección de Datos de la Unión Europea de 1995 orienta la protección de la privacidad en Europa. El Marco de Privacidad de 2004 del Foro de Cooperación Económica Asia-Pacífico es un acuerdo de protección de la privacidad para los miembros de esa organización.

## Declaraciones universales
El Artículo 12 de la Declaración Universal de los Derechos Humanos, adoptada por la Asamblea General de Naciones Unidas, establece que el derecho a la vida privada es un derecho humano:

Nadie será objeto de injerencias arbitrarias en su vida privada, su familia, su domicilio o su correspondencia, ni de ataques a su honra o a su reputación. Toda persona tiene derecho a la protección de la ley contra tales injerencias o ataques.

El Artículo 17 del Pacto Internacional de Derechos Civiles y Políticos, adoptado por la  Asamblea General de Naciones Unidas, consagra al respecto lo siguiente:

1. Nadie será objeto de injerencias arbitrarias o ilegales en su vida privada,o lugar físico , su familia, su domicilio o su correspondencia, ni de ataques ilegales a su honra y reputación.
2. Toda persona tiene derecho a la protección de la ley contra esas injerencias o esos ataques.

## Tecnología
El rápido crecimiento de la tecnología ha generado la preocupación del público por su privacidad. Las personas son más vulnerables a la recopilación de datos, por lo que las empresas se han visto obligadas a ganarse la confianza de las personas mediante políticas de privacidad más visibles. Los gobiernos también han promulgado leyes que abordan cuestiones de privacidad. En 2016, la Unión Europea aprobó el Reglamento General de Protección de Datos (GDPR), cuyo objetivo era reducir el uso indebido de datos personales y mejorar la privacidad individual, al exigir que las empresas recibieran consentimiento antes de adquirir información personal de los usuarios.

## Legislación europea
La Directiva Europea 95/46 CE de 24 de octubre del Parlamento Europeo y del Consejo relativa a la protección de las personas físicas en lo que respecta al tratamiento de datos personales y a la libre circulación de estos datos.
La Unión Europea (UE) promulgó el Reglamento General de Protección de Datos (RGPD), el cual se encuadra en la reforma normativa realizada con el objetivo de garantizar unos estándares de protección de datos elevados y adaptados a la realidad digital del mundo actual.
Este Reglamento, que deroga la Directiva 95/46/CE, fue aprobado por el Parlamento Europeo en abril de 2016 y entró en vigor 20 días después de su publicación en el Diario Oficial de la Unión Europea, el 4 de mayo de 2016. Su ámbito de aplicación se extiende a todos los países miembros de la Unión Europea y se aplicará directamente en todos ellos a partir del 25 de mayo de 2018. Dos elementos de carácter general constituyen la mayor innovación del RGPD para los responsables y se proyectan sobre todas la obligaciones de las organizaciones. El capitalismo es un orden o sistema social y económico que se encuentra en constante movimiento, derivado del usufructo de la propiedad privada sobre el capital como herramienta de producción, que se encuentra mayormente constituido por relaciones empresariales vinculadas a las actividades de inversión y obtención de beneficios, así como de relaciones laborales, tanto autónomas como asalariadas subordinadas libres, con fines mercantiles.
En el capitalismo, los individuos y las empresas usualmente representadas por los mismos, llevan a cabo la producción de bienes y servicios de forma privada e interdependiente, dependiendo así de un mercado de consumo para la obtención de recursos. El intercambio de los mismos se realiza básicamente mediante comercio libre y, por tanto, la división del trabajo se desarrolla de forma mercantil y los agentes económicos dependen de la búsqueda de beneficio. La distribución se organiza, y las unidades de producción se fusionan o separan, de acuerdo a una dinámica basada en un sistema de precios para los bienes y servicios. A su vez, los precios se forman mayoritariamente en un mercado que depende de la interacción entre una oferta y una demanda dadas por las elecciones de productores y consumidores, y estos a su vez, son necesarios para la coordinación ex-post de una economía basada en el intercambio de mercancías.
El origen etimológico de la palabra capitalismo proviene de la idea de capital y su uso para la propiedad privada de los medios de producción, sin embargo, se relaciona mayormente al capitalismo como concepto con el intercambio dentro de una economía de mercado que es su condición necesaria, y a la propiedad privada absoluta o burguesa que es su corolario previo. El origen de la palabra puede remontarse antes de 1848 pero no es hasta 1860 que llega a ser una corriente como tal y reconocida como término, según las fuentes escritas de la época.
El principio de responsabilidad proactiva:

El RGPD describe este principio como la necesidad de que el responsable del tratamiento aplique medidas técnicas y organizativas apropiadas a fin de garantizar y poder demostrar que el tratamiento es conforme con el Reglamento

El enfoque de riesgo:

El RGPD señala que las medidas dirigidas a garantizar su cumplimiento deben tener en cuenta la naturaleza, el ámbito. el contexto y los fines del tratamiento así como el riesgo para los derechos y libertades de las personas

Jurisprudencia Europea
El Tribunal Europeo de Derechos Humanos (TEDH) ha determinado que: "El concepto de vida privada alcanza a la integridad física y moral de una persona, y en consecuencia incluye su vida sexual." [European Court of Human Rights, case of X and Y versus The Netherlands, Judgment of 26.03.1985, Series A, n. 91, pp. 11-14, esp. párrs. 7-8, 22-23, 26-27 y 30.]

## Legislación nacional en los países europeos
España
El Art. 18 de la Constitución española de 1978 establece: 

1. Se garantiza el derecho al honor, a la intimidad personal y familiar y a la propia imagen.

2. El domicilio es inviolable. Ninguna entrada o registro podrá hacerse en el sin consentimiento del titular o resolución judicial, salvo en caso de flagrante delito.
3. Se garantiza el secreto de las comunicaciones y, en especial, de las postales, telegráficas y telefónicas, salvo resolución judicial.

4. La Ley limitará el uso de la informática para garantizar el honor y la intimidad personal y familiar de los ciudadanos y el pleno ejercicio de sus derechos.

También es relevante destacar el importante papel que ejerce la Agencia Española de Protección de Datos (AEPD) ya que entre otras cosas se encarga de informar a los ciudadanos acerca de sus derechos en relación con el tratamiento de sus datos de carácter personal, así como el asesoramiento en la presentación de denuncias y reclamaciones , y cualquier otra cuestión que esté relacionada con dicho tratamiento.
A continuación se enumeran los derechos que los ciudadanos españoles tienen para proteger sus datos personales:
- Derecho a conocer:
  1. Para que se utilizan sus datos.
  2. El plazo de conservación de sus datos.
  3. Que puede presentar una reclamación ante la Agencia Española de Protección de Datos.
  4. La existencia de decisiones automatizadas.
  5. La elaboración de perfiles y sus consecuencias.
- Derecho a solicitar al responsable:
  1. La suspensión del tratamiento de sus datos
  2. La conservación de sus datos.
  3. La portabilidad de sus datos a otros proveedores de servicios.
- Derecho a rectificar sus datos:
  1. Cuando sean inexactos.
  2. Cuando estén incompletos.
- Derecho a suprimir sus datos:
  1. Por tratamiento ilícito de datos.
  2. Por la desaparición de la finalidad que movió el tratamiento o recogida.
  3. Cuando revoca su consentimiento.
  4. Cuando se opone a que se traten.
- Derecho de oposición al tratamiento de sus datos:
  1. Por motivos personales salvo que quien trata sus datos acredite un interés legítimo.
  2. Cuando el tratamiento tenga por objeto el marketing directo.

## Legislación nacional en los países americanos
Legislación argentina
El Artículo 18 de la Constitución de la Nación Argentina establece:

El domicilio es inviolable, como también la correspondencia epistolar y los papeles privados; y una ley determinará en qué casos y con qué justificativos podrá procederse a su allanamiento y ocupación.

Mientras que el artículo 19 a su vez dice:

Las acciones privadas de los hombres que de ningún modo ofendan al orden y a la moral pública, ni perjudiquen a un tercero, están solo reservadas a Dios, y exentas de la autoridad de los magistrados.

El Código Penal Argentino sanciona ciertas conductas por violar la privacidad de las personas; estas son:
- abrir o acceder indebidamente una comunicación electrónica, una carta, un pliego cerrado, un despacho telegráfico, telefónico o de otra naturaleza que no le esté dirigido.

- apoderarse indebidamente de una comunicación electrónica, una carta, un pliego, un despacho u otro papel privado, aunque no esté cerrado.

- suprimir o desviar de su destino una correspondencia o una comunicación electrónica que no le esté dirigida.

- interceptar o captar comunicaciones electrónicas o telecomunicaciones de carácter privado o de acceso restringido.

La pena se agrava si el autor comunica o publica el contenido de la carta, escrito, despacho o comunicación electrónica y esto causa perjuicio. Si el hecho lo comete un funcionario público que abusa de sus funciones, sufre además, inhabilitación.  
Normativa Regional
El Artículo 11 de la  "Convención Americana sobre Derechos Humanos o Pacto de San José de Costa Rica", establece que:
"Protección de la honra y dignidad."

1. Toda persona tiene derecho al respeto de su honra y al reconocimiento de su dignidad.

2. Nadie puede ser objeto de injerencias arbitrarias o abusivas  en su vida privada, en la de su familia, en su domicilio o en su correspondencia, ni de ataques ilegales a su honra o reputación.

3. Toda persona tiene derecho a la protección de la ley contra esas injerencias o estos ataques.